# Sei Tampang
Sei Tampang is een bestuurslaag in het regentschap Labuhan Batu van de provincie Noord-Sumatra, Indonesië. Sei Tampang telt 7883 inwoners (volkstelling 2010).